# القشابر (مودية)

تعديل مصدري - تعديل

القشابر هي إحدى قرى عزلة مودية بمديرية مودية التابعة لمحافظة أبين، بلغ تعداد سكانها 207 نسمة حسب تعداد اليمن لعام 2004.